# Katastrofa lotu Air India 855
Katastrofa lotu Air India 855, katastrofa lotnicza samolotu Boeing 747-237B (Rej. VT-EBD) Emperor Ashoka, która wydarzyła się o godzinie 20:41 nad morzem Arabskim w okolicy Mumbaju 1 stycznia 1978 r. Samolot leciał z Mumbaju do Dubaju ze 190 pasażerami i 23 członkami załogi – wszyscy na pokładzie samolotu zginęli.
Załoga:
Kapitanem lotu był bardzo doświadczony 51-letni Mandan Lal Kukar posiadający około. 18000 tysięcy wylatanych godzin. Przez współpracowników z Air India był Opisywany jako pomocny i przyjazny przyjaciel
Pierwszym oficerem (A zarazem drugim pilotem) był 43-letni Indu Virmani (Były dowódca Hinduskim sił powietrznych), posiadał również status kapitana oraz miał w momencie katastrofy 4500 wylatanych godzin
Inżynier pokładowy był 53-letni Alfredo Faria, który dołączył do linii Air India w 1955 roku i tym samym był jednym z najbardziej doświadczonych pilotów linii
Przebieg katastrofy:
Przyczyną katastrofy była utrata orientacji przestrzennej przez kapitana samolotu związana z awarią przyrządów, brak komunikacji między członkami załogi oraz wynikające z tego jego postępowanie. Samolot po starcie podczas wznoszenia się na 2400 stóp, otrzymał polecenia wykonania niewielkiego skrętu w prawo i wyrównania. W czasie tego manewru doszło do awarii przyrządów obserwowanych przez kapitana tak, że wskazywały one nieprawidłowo przechył w prawo i zbyt duże wznoszenie. Ponieważ lot odbywał się nad morzem wieczorem, a niebo było zachmurzone, to kapitan nie widział horyzontu i nie mógł stwierdzić błędów przyrządów. Pochylił samolot w lewo i zaczął zniżanie (sądząc na podstawie przyrządów, że wyrównuje i zmniejsza tylko kąt wznoszenia). Pozostali członkowie załogi nie zareagowali na czas i drugi pilot Indu Virmani nie asystował kapitana w wykonywaniu manewru. Załoga zareagowała, gdy przechył samolotu był zbyt mocny, gdy wynosił on 40 stopni, inżynier pokładowy użył słów "Nie schodź tak, nie schodź tak", samolot uderzył w powierzchnię morza, będąc pod kątem 35 stopni. 
Śledztwo:
Śledztwo przeprowadzone przez  Dyrektora Generalnego Lotnictwa Cywilnego (DGCA) Indii  wykazało kilka czynników, które bezpośrednio spowodowały katastrofę. 
1. Horyzont nie był widoczny, gdyż widoczność była zbyt mała ze uwagi na panującą porę dnia
2. Doszło do awarii sztucznego horyzontu, kapitan Mandan Al Kukar powiedział "Co się tutaj dzieje, moje instrumenty"
3. Awaria przyrządu pokładowego po stronie kapitana pokazała niewłaściwe pochylenie samolotu (Jest to normalne w samolotach z dużą ilością przelatanych godzin i musi być rozwiązywane odpowiednią reakcją załogi, taka sytuacja zdarzyła się stosunkowo niedawno w 2023 podczas lotu Qatar Airways 161, pilotom udało się bezpiecznie wyrównać lot na czas)
4. Drugi pilot Indu Virmani widział na swoim odpowiednio działającym przyrządzie, że kapitan dokonuje nadmiernego przechyłu samolotu, lecz nie zareagował (Miało to najpewniej związek zw szkoleniem pilotów w tamtych czasach, gdyż autorytet kapitana uznawany był za niepodważalny, sytuacja zmieniła się dopiero po katastrofie Air Florida 90, jednakże prawdopodobną hipotezą, jest nieumiejętne obserwowanie przyrządów przez drugiego pilota.)
Linia obrony Boeinga:
Boeing w celu uniknięcie kontrowersji wystosował specjalną linię obrony przed opinią publiczną, było to m.in. Poświadczenie, że kapitan Mandan Lal Kukar w sylwestrową noc poprzedzającą katastrofę miał pić alkohol, co było głównym czynnikiem powodującym katastrofę, oraz że według Boeinga "Rzekoma" awaria sztucznego horyzontu nigdy nie nastąpiła.
Ta linia obrony jest jednak bardzo naciągania i nie została odebrana dobrze przez opinię publiczną, gdyż nawet gdyby kapitan Mandan Lal Kukar pił w noc sylwestrową, zdążyłby wytrzeźwieć przed lotem i został dopuszczony do pilotowania, również awaria przyrządu pokładowego jest czymś, co zostało potwierdzone drogą śledztwa, gdyż z czarnych skrzynek jasno wynikało, że to sztuczny horyzont był przyczyną decyzji podjętych przez kapitana Kukara.
Boeing nigdy nie przeprosił za awarię instrumentów samolotu oraz nigdy nie przyznał, że doszło do jakiejkolwiek awarii.